# Volaticotherium
Volaticotherium antiquum là một loài thú cổ đại dạng sóc đã tuyệt chủng, thuộc nhóm thú ăn côn trùng, có khả năng bay lượn (động vật bay lượn), chúng là loài mới được phát hiện. Loài biết bay này đã đẩy kỷ lục của chuyến bay lượn đầu tiên trên bầu trời của động vật có vú lùi ít nhất 70 triệu năm so với quan niệm trước đây. Những con thú biết lượn giống như sóc sống cùng thời với khủng long ít nhất 130 năm trước có thể đã thống trị bầu trời như các con chim.

## Đặc điểm
Hoá thạch cho thấy con vật Volaticotherium antiquum này nặng 450 gram, nhanh nhẹn, có hàm răng sắc nhọn dùng để ăn côn trùng. Xương ngón chân cho thấy chúng cũng trèo được cây, giúp chúng cất cánh từ trên cao. Nó có màng da rộng kéo dài từ chân trước ra chân sau giống như cánh máy bay. Chúng cũng có lông trên tấm màng và toàn bộ cơ thể. Cái đuôi dài có thể hoạt động như một bánh lái trong khi bay.
Hoá thạch của Volaticotherium antiquus, đại diện cho một nhóm động vật có vú đã được tìm thấy tại các thềm đá ở đông bắc Trung Quốc. Hoá thạch cho thấy, những loài thú khác từ kỷ Đại trung sinh, khoảng 248-65 triệu năm trước, có thể đã phong phú hơn. Loài thú này khác rất nhiều so với động vật có vú kỷ Đại trung sinh, chúng đại diện cho một nhánh động vật có vú mới thời cổ đại. Động vật có vú biết bay cổ nhất được biết đến trước đó là một loài gặm nhấm. Nhưng loài có vú biết bay mới này không phải là tổ tiên trực tiếp của bất cứ loài thú nào còn sống ngày nay.